# Real Zaragoza 2002-2003
Questa voce raccoglie le informazioni riguardanti il Real Saragozza nelle competizioni ufficiali della stagione 2002-2003

## Rosa
| N. |                       | Ruolo | Calciatore           |
| -- | --------------------- | ----- | -------------------- |
| 1  | Spagna (bandiera)     | P     | César Láinez         |
| 2  | Spagna (bandiera)     | C     | Jordi Ferrón         |
| 3  | Perù (bandiera)       | D     | César Miguel Rebosio |
| 4  | Spagna (bandiera)     | D     | Luis Carlos Cuartero |
| 5  | Jugoslavia (bandiera) | D     | Slobodan Komljenović |
| 6  | Spagna (bandiera)     | D     | Xavier Aguado        |
| 7  | Argentina (bandiera)  | A     | Luciano Galletti     |
| 8  | Spagna (bandiera)     | C     | Santiago Aragón      |
| 9  | Spagna (bandiera)     | A     | Yordi                |
| 10 | Brasile (bandiera)    | A     | Paulo Jamelli        |
| 11 | Spagna (bandiera)     | C     | Martín Vellisca      |
| 12 | Paraguay (bandiera)   | D     | Delio Toledo         |
| 14 | Spagna (bandiera)     | A     | Juanele              |
| 15 | Spagna (bandiera)     | C     | Corona               |

| N. |                       | Ruolo | Calciatore       |
| -- | --------------------- | ----- | ---------------- |
| 16 | Spagna (bandiera)     | D     | Pablo Díaz       |
| 17 | Spagna (bandiera)     | C     | Cani             |
| 17 | Jugoslavia (bandiera) | A     | Alen Peternac    |
| 18 | Jugoslavia (bandiera) | C     | Goran Drulić     |
| 19 | Spagna (bandiera)     | C     | Jesús Muñoz      |
| 20 | Romania (bandiera)    | C     | Constantin Gâlcă |
| 21 | Spagna (bandiera)     | D     | David Pirri      |
| 22 | Spagna (bandiera)     | D     | Iñaki Hurtado    |
| 23 | Spagna (bandiera)     | D     | Francisco Jémez  |
| 24 | Spagna (bandiera)     | C     | Fernando Soriano |
| 25 | Spagna (bandiera)     | P     | Raúl Valbuena    |
| 26 | Spagna (bandiera)     | A     | Ibán Espadas     |
| 28 | Spagna (bandiera)     | C     | David Generelo   |
| 30 | Spagna (bandiera)     | P     | Miguel Martínez  |

## Risultati

### Coppa del Re

#### Trentaduesimi di finale
| Arbitro: | Antonio López Nieto |

|                                         |           |                     |
| Soriano 16’ Yordi 23’ (rig.) Drulić 88’ | Marcatori | 21’ (rig.) de Pedro |

#### Sedicesimi di finale
| Arbitro: | Javier Moreno Delgado |

|          |           |                 |
| Cani 56’ | Marcatori | 16’ 40’ Navarro |